# Flüchtlingsfeindliche Ausschreitungen in Bautzen
Koordinaten: 50° 58′ 39,4″ N, 13° 51′ 29,6″ O
In Bautzen kam es seit 2014 zu Kampagnen gegen Asylbewerber und deren Unterkünfte. Die überregionalen Medien berichteten vor allem über die flüchtlingsfeindlichen Ausschreitungen 2016.

## Hintergrund
Der Landkreis Bautzen bildet dem sächsischen Verfassungsschutz zufolge einen Schwerpunkt rechtsextremer Betätigung in Sachsen. Er geht von rund 50 Rechtsextremen in der Stadt Bautzen und 250 bis 300 in der Region aus. Es handelt sich meist um kleine Gruppierungen, die untereinander vor allem über Social Media vernetzt sind, sich dadurch gegenseitig radikalisieren und einander schnell mobilisieren. Ihr Anteil pro 100.000 Einwohner ist deutlich höher als in anderen Landkreisen Sachsens. Demonstrationen gegen „Überfremdung“ finden häufig statt, rechtsextreme Straftaten stiegen seit 2013 stetig an. Als im Sommer 2015 die Zahl der Flüchtlinge zunahm und die Unterkünfte im Landkreis Bautzen knapp wurden, organisierte die NPD „Nein-zum-Heim-Initiativen“, wo immer Unterkünfte für Geflüchtete geplant waren, unter anderem auch in Döberkitz, einem Stadtteil von Bautzen, wo unbegleitete minderjährige Flüchtlinge in einem ehemaligen Kinderheim einziehen sollten.
Neben dem „offenbar vorherrschenden Hegemonieanspruch rechter Gruppen über die Stadt“ legen laut dem Sozialwissenschaftler Sebastian Kurtenbach die Aussagen von Politikern den Schluss nahe, dass es in Bautzen „kein Problembewusstsein gegenüber Fremdenhass gegeben hat, wodurch sich ein Alltagsrassismus festsetzen und etablieren konnte“.
Die überregionalen Medien berichteten vor allem über den Brand in der geplanten Asylbewerberunterkunft „Husarenhof“ und die Auseinandersetzungen am Kornmarkt im September 2016.

## Verlauf

### Brandanschlag im Februar 2016
In der Nacht zum 21. Februar 2016 steckten Unbekannte das ehemalige Hotel „Husarenhof“, das als Asylbewerberunterkunft für 300 Personen vorgesehen war, in Brand. Der Dachstuhl brannte aus. Als der Brandalarm bei der Feuerwehr einging, hatten sich nach Polizeiangaben bereits rund 30 Personen auf dem Platz vor der Unterkunft versammelt. Von Schaulustigen wurde teils „unverhohlene Freude“ geäußert.
Der Hintergrund des Brandes blieb unaufgeklärt, so dass ein politisches Motiv nicht gesichert ist. Die Generalstaatsanwaltschaft Dresden stellte ihre Ermittlungsverfahren gegen drei Beschuldigte „mangels hinreichenden Tatverdachts“ ein, nicht jedoch die allgemeinen Ermittlungen.

### Gewalt zwischen Rechtsextremen und Flüchtlingen am Kornmarkt im September 2016
Am 9. September kam es am Kornmarkt während einer deutschnationalen Kundgebung und der Gegendemonstration des Bündnisses Bautzen bleibt bunt zu Krawallen. Bereits zuvor hatte es am Kornmarkt immer wieder Auseinandersetzungen und Körperverletzungsdelikte zwischen minderjährigen Asylbewerbern und Deutschen gegeben. Am 13. September wurde ein Bautzner von einem Asylbewerber mit einer abgebrochenen Flasche angegriffen und schwer verletzt. In der Nacht zum 15. September stießen dann etwa 80 gewaltbereite Männer und Frauen aus dem rechten Spektrum und eine Gruppe von etwa 15 bis 20 jugendlichen Asylbewerbern zusammen. Es kam zu verbalen und tätlichen Übergriffen; Flaschen wurden geworfen. Auf beiden Seiten soll Alkohol im Spiel gewesen sein. Die Rechten skandierten rassistische Parolen und „Wir sind das Volk“. Der örtliche Polizeichef teilte mit, dass die gewalttätige Auseinandersetzung von „unbegleiteten minderjährigen Asylbewerbern“ ausgegangen sei, die als Erste Flaschen und Steine in Richtung der Rechten geworfen hätten. Als die Polizei beide Lager trennen wollte und alle Anwesenden aufforderte, den Platz zu verlassen, sei sie von den Asylbewerbern u. a. mit Flaschen und Holzlatten beworfen worden. Augenzeugen bestätigten, dass einige jugendliche Asylsuchende gegen etwa zehn Polizisten gewaltsam vorgingen, als diese die Asylsuchenden aufforderten, den Platz zu verlassen. Nach der Eskalation forderte die Polizei Verstärkung von rund 100 Polizisten an und setzte Pfefferspray und Schlagstöcke ein. Den Tumult nutzten dann die am Platz versammelten Rechten, um an der Polizei vorbei auf die Asylsuchenden zuzustürmen und diese über den Lauengraben und die Friedensbrücke bis zu ihrer Unterkunft zu jagen. Als ein 18-jähriger Asylbewerber, der Schnittverletzungen erlitten hatte, dort von einem Krankenwagen abgeholt werden sollte, wurde dieser von Rechtsextremen mit Steinen beworfen.

### NPD-Kampagnen und Brandanschlag auf eine Flüchtlingsunterkunft im Dezember 2016
Das ehemalige „Spreehotel“ in Bautzen diente seit 2014 als Unterkunft für Asylsuchende und Integrationszentrum. Der Landtagsabgeordnete der NPD Sachsen, Jürgen Gansel, kündigte im März 2014 in einem Brief an den Betreiber des Spreehotels „für die NPD“ an, „alle friedlich-legalen Protestformen von Flugblatt-Verteilung bis zur Mahnwache und Demonstration“ auszuschöpfen, um den „Dammbruch der Asylanten-Unterbringung in einem Vier-Sterne-Hotel zu unterbinden“. Die NPD veranstaltete Aufmärsche und andere Kampagnen. Bei einer ihrer Demonstrationen im November 2014 hetzte die Bautzener NPD-Stadträtin Daniela Stamm gegen die Unterkunft. Am 13. Dezember 2016 wurden fünf Molotowcocktails auf das Gelände der Flüchtlingsunterkunft Spreehotel geworfen. Drei 19- bis 23-jährige Männer wurden daraufhin Ende Dezember festgenommen und in Untersuchungshaft gebracht. Die Staatsanwaltschaft Görlitz ermittelt.